# Gokoku-ji
Gokoku-ji (jap. 護国寺) – świątynia buddyjska szkoły shingon w Tokio (dzielnica Bunkyō), w Japonii. Jedna z niewielu zachowanych tokijskich świątyń z okresu Edo..

## Historia
Świątynię zaczęto budować w lutym 1681 roku na rozkaz sioguna Tsunayoshiego Tokugawy, którego prosiła o to jego matka Keishōin.
Obiektem kultu jest figura bogini miłosierdzia Kannon (Nyoirin-Kanzeon-Zō), wykonana z naturalnego bursztynu. Oprócz tego w Kannon-dō (z 1697) znajdują się 33 drewniane i pozłacane posągi Kannon, a w każdym są umieszczone włosy Keishōin.
Świątynię ukończono w sierpniu 1697. Jest to jeden z niewielu obiektów budowlanych w Tokio, których nie zniszczyło ani żadne trzęsienie ziemi, ani II wojna światowa.

## Galeria

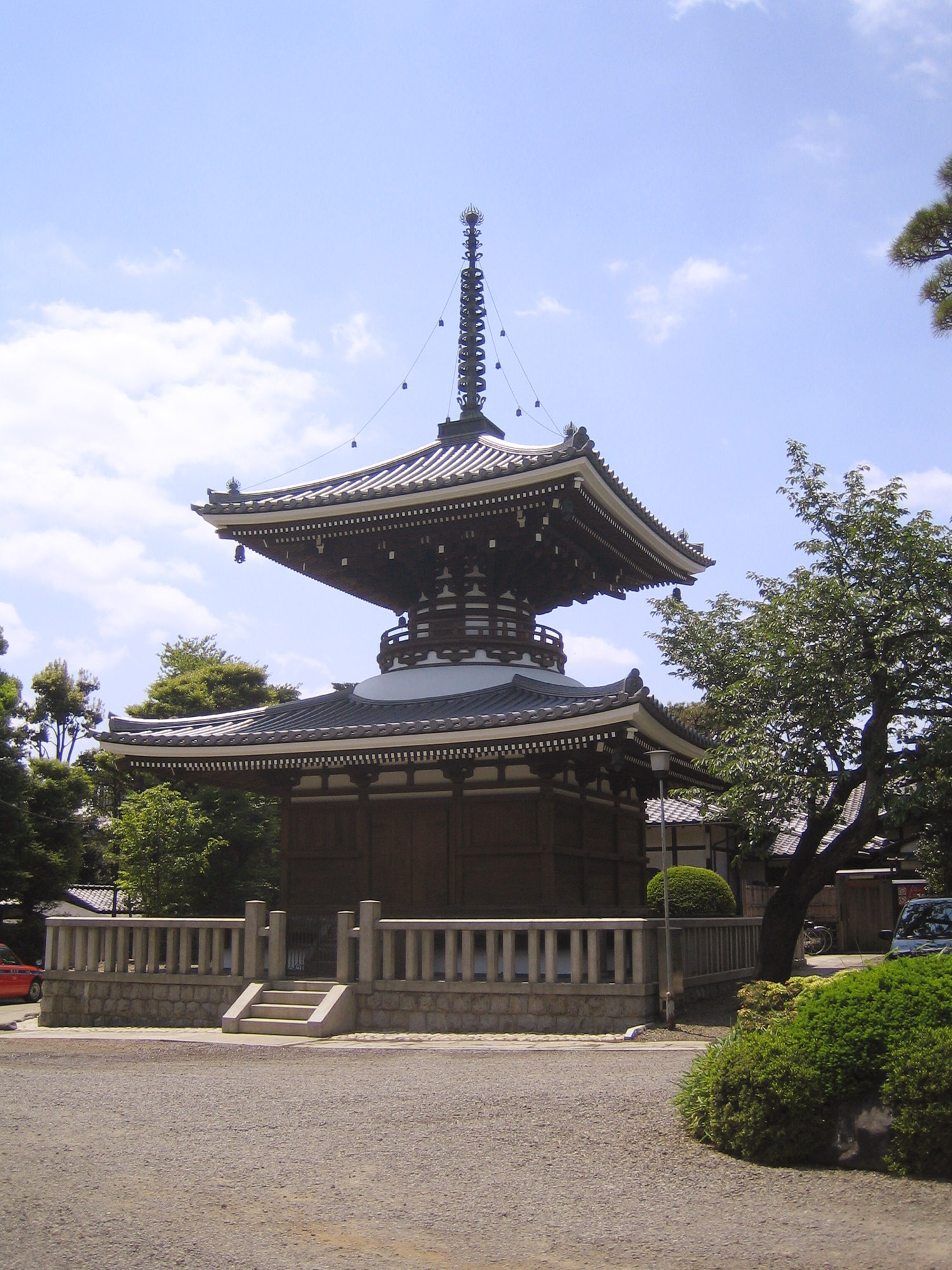
Tahō-tō
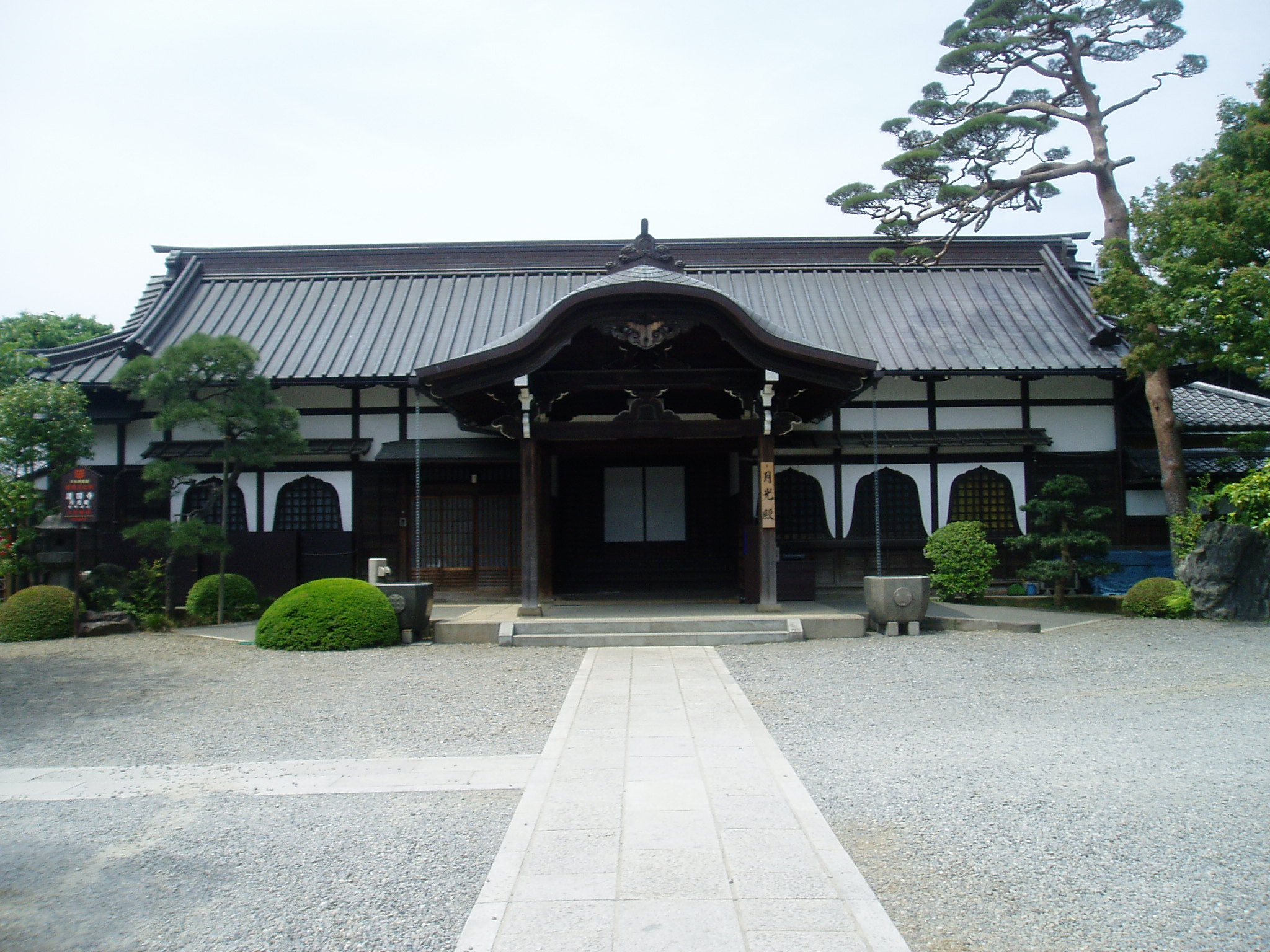
Gekkō-den
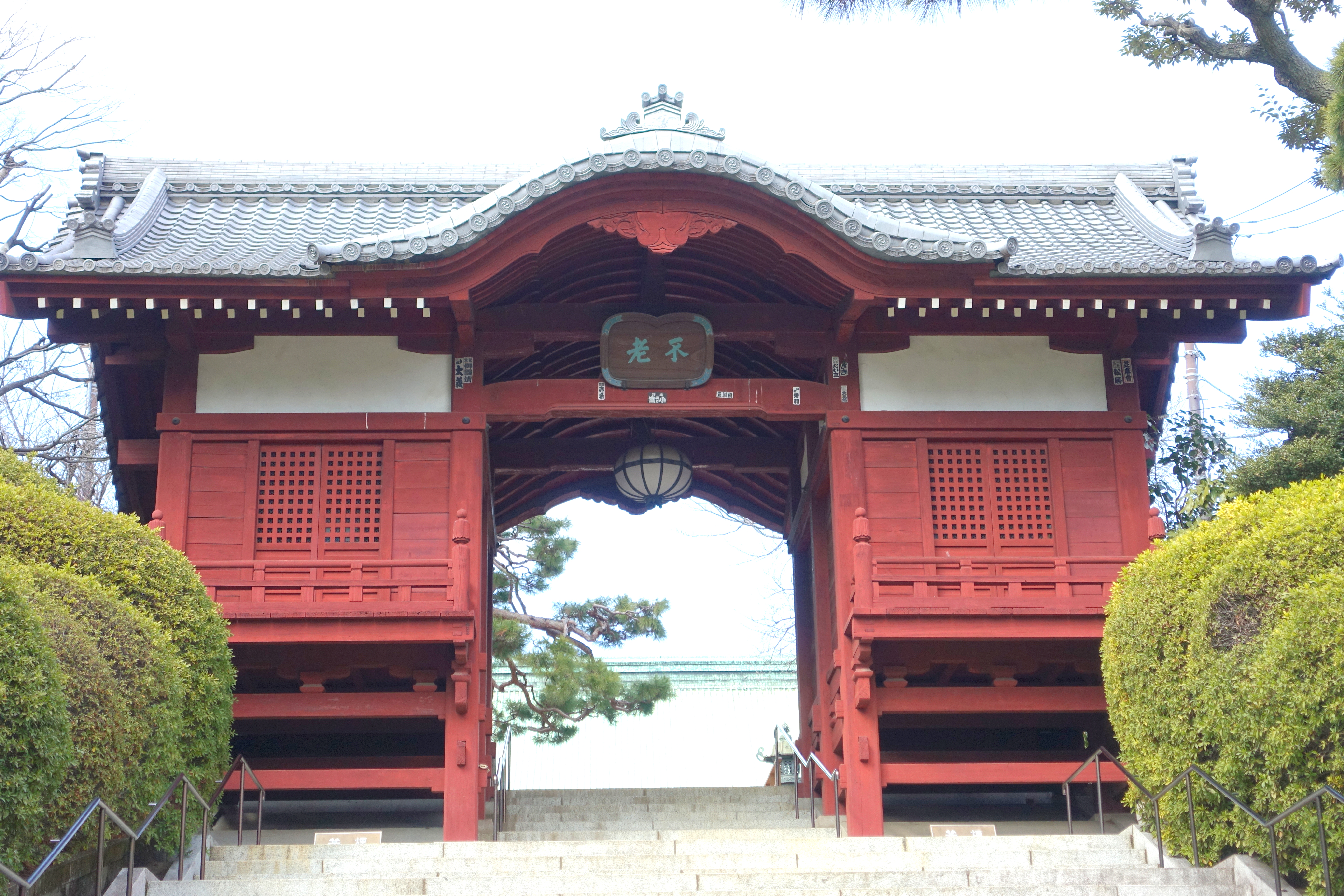
Furō-mon
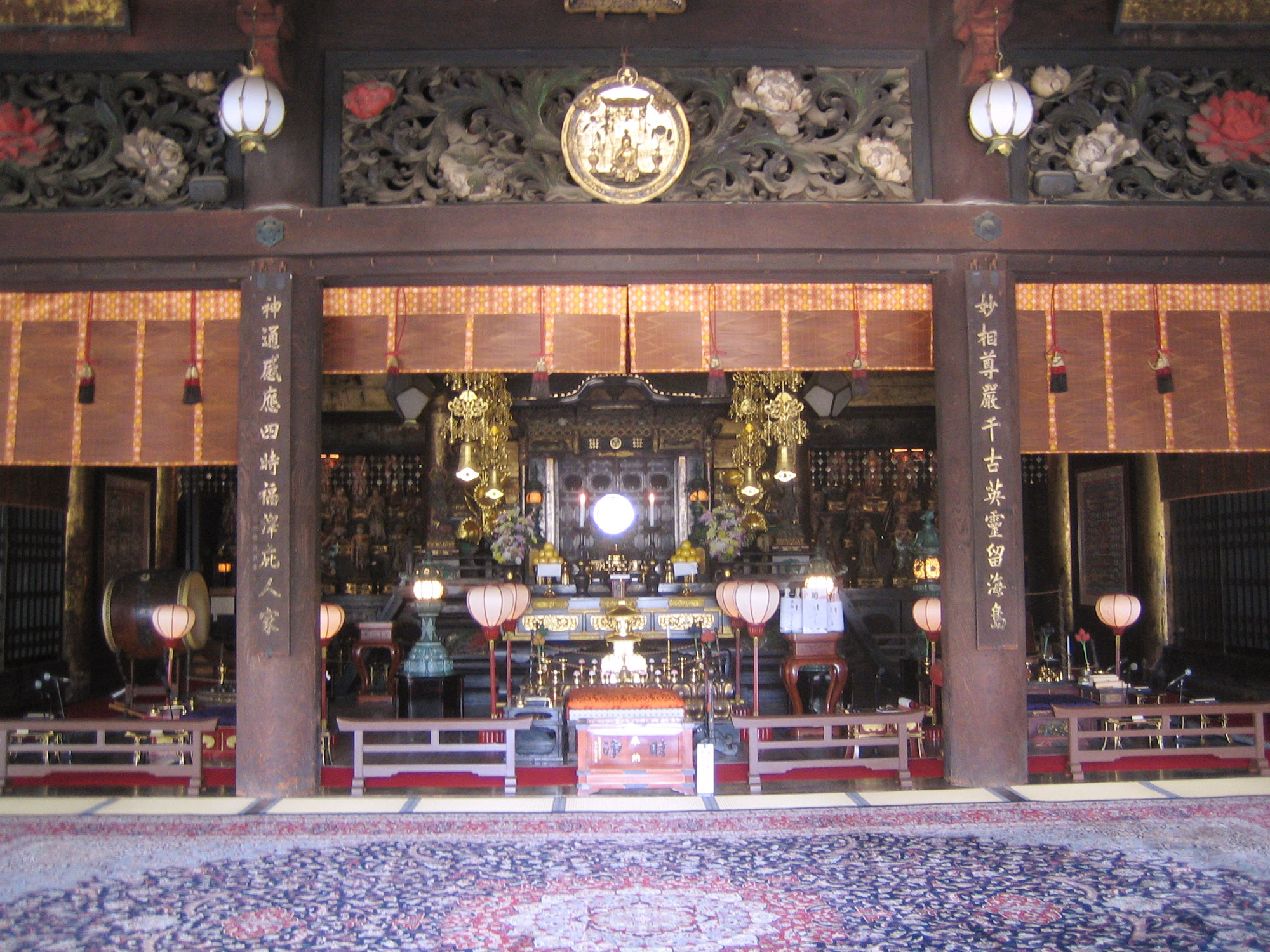
Wnętrze Kannon-dō